# Hora Svatého Václava
Hora Svatého Václava (německy Berg) je obec v okrese Domažlice v Plzeňském kraji. Žije zde 64 obyvatel.

## Geografická poloha
Vesnice leží v průměrné nadmořské výšce 572 metrů, vzdušnou čarou zhruba sedm kilometrů východně od státní hranice s Německem (spolkovou zemí Bavorsko). Katastr obce se rozkládá na ploše 765 ha, z čehož asi jednu třetinu představují lesní pozemky.

## Historie
První písemná zmínka o obci pochází z roku 1239. Zdejší kostel je poprvé zmiňován v roce 1359.

## Obyvatelstvo
V roce 1930 bylo v Hoře Svatého Václava 29 budov s popisným číslem a žilo zde 154 obyvatel.
| Rok            | 1869 | 1880 | 1890 | 1900 | 1910 | 1921 | 1930 | 1950 | 1961 | 1970 | 1980 | 1991 | 2001 | 2011 | 2021 |
| -------------- | ---- | ---- | ---- | ---- | ---- | ---- | ---- | ---- | ---- | ---- | ---- | ---- | ---- | ---- | ---- |
| Počet obyvatel | 648  | 585  | 595  | 556  | 600  | 598  | 554  | 200  | 184  | 110  | 86   | 79   | 71   | 59   | 57   |
| Počet domů     | 85   | 90   | 93   | 92   | 102  | 100  | 103  | 94   | 39   | 29   | 22   | 22   | 20   | 25   | 30   |

## Obecní správa
Mezi lety 1850–1920 Hora Svatého Václava patřila jako osada obce k Šidlákovu v okrese Domažlice.
V letech 1921–1959 byla obcí v okrese Horšovský Týn. V letech 1960–1985 patřila jako část obce k Drahotínu. Od 1. července 1985 do 23. listopadu 1990 patřila jako část obce k Poběžovicím a od 24. listopadu 1990 je opět samostatnou obcí v okrese Domažlice, ale Sezemín a Šibanov již zůstaly součástí Poběžovic.

### Části obce
- Hora Svatého Václava
- Načetín
- Šidlákov

V letech 1921–1959 k obci patřily i Sezemín a Šibanov.

## Pamětihodnosti
- Kostel svatého Václava

## Galerie

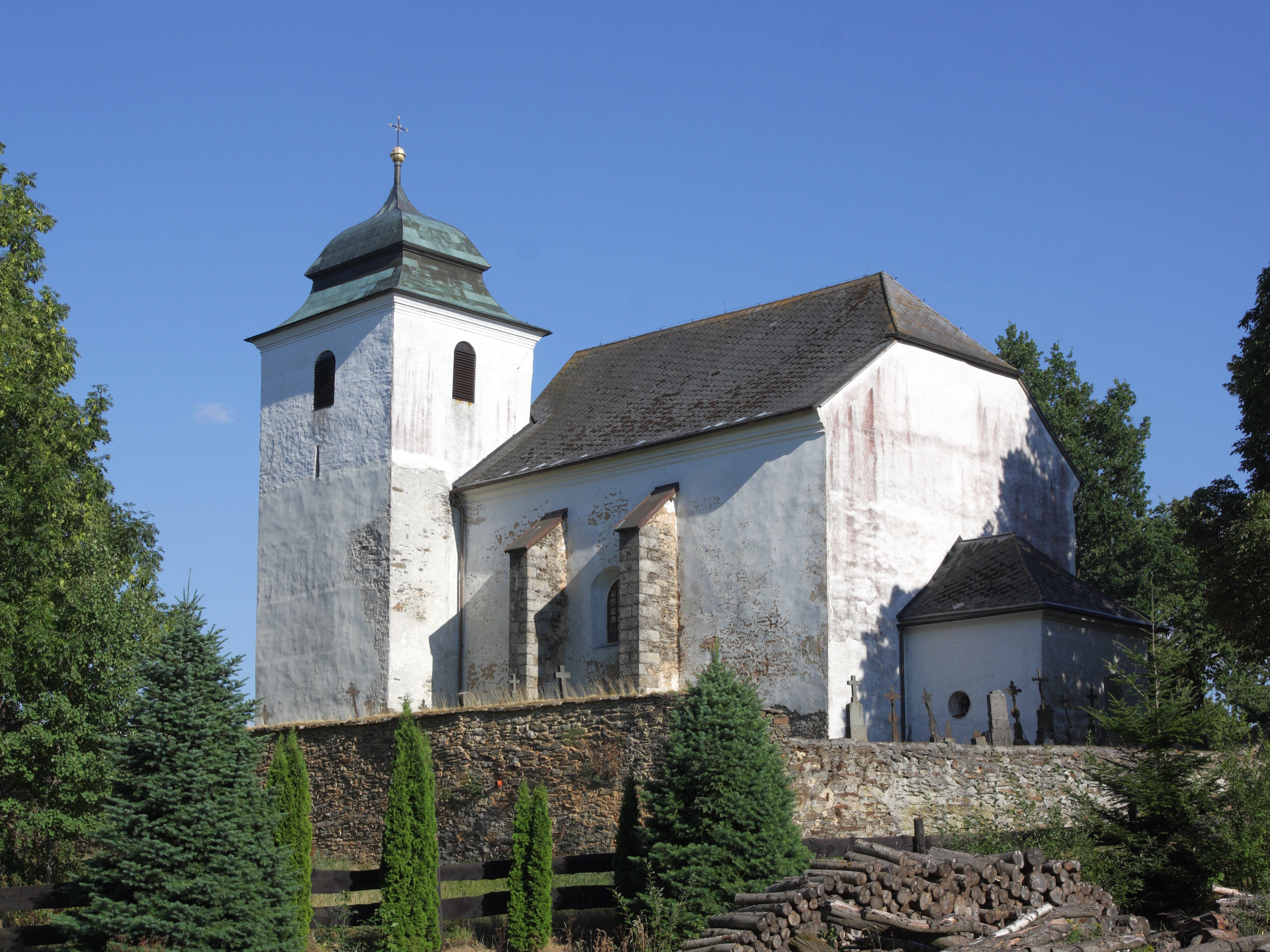
Kostel svatého Václava
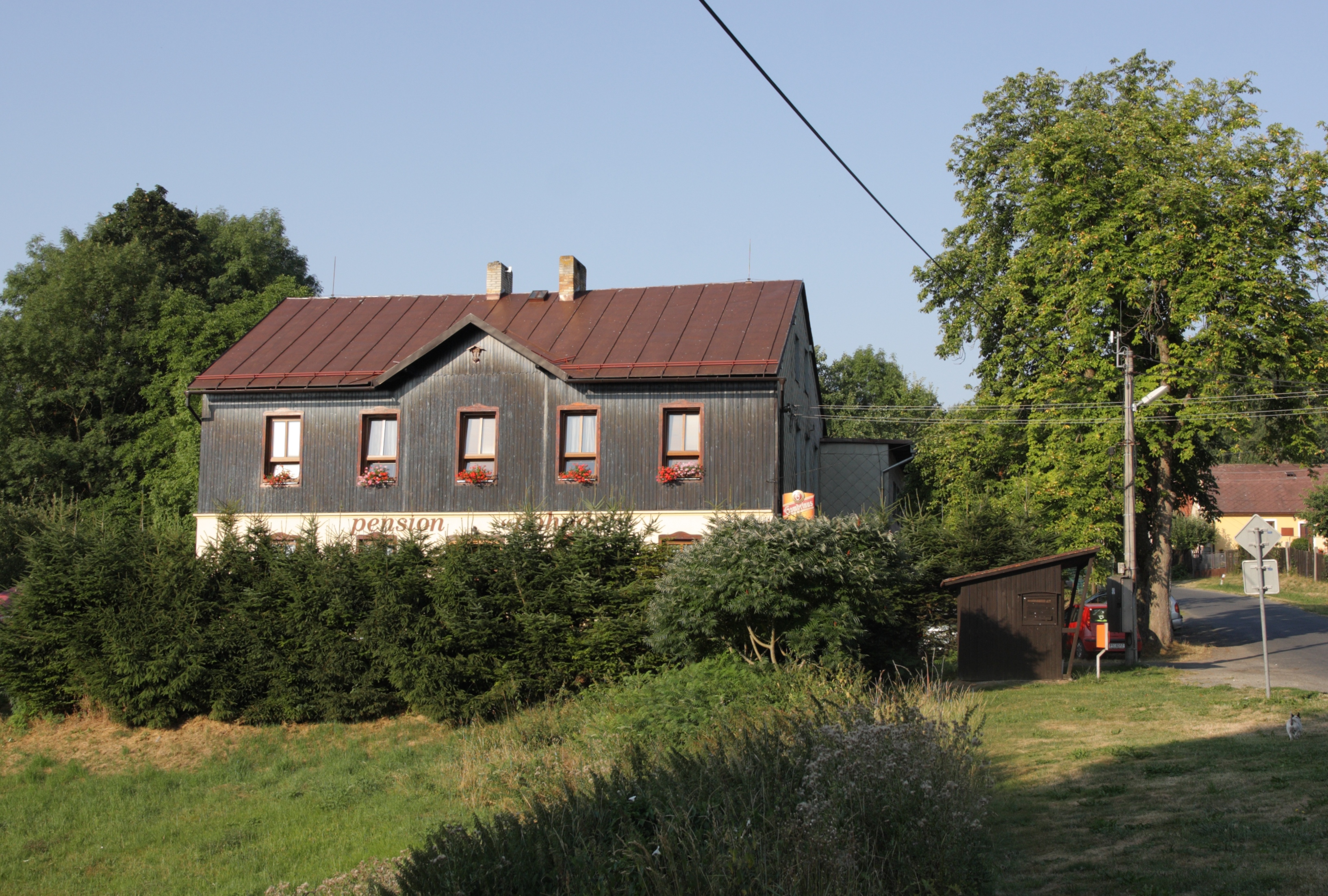
Penzion Pohoda
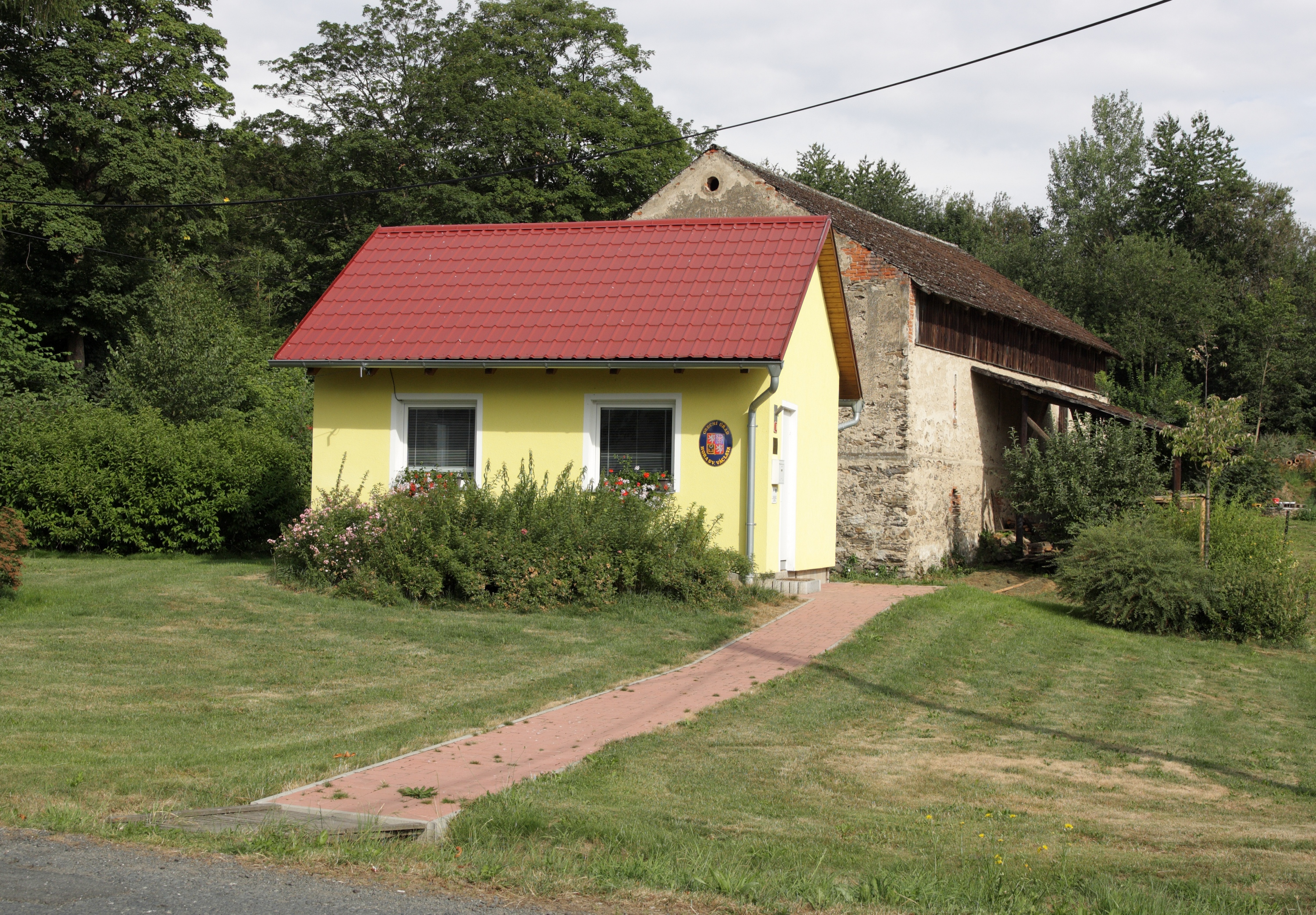
Obecní úřad
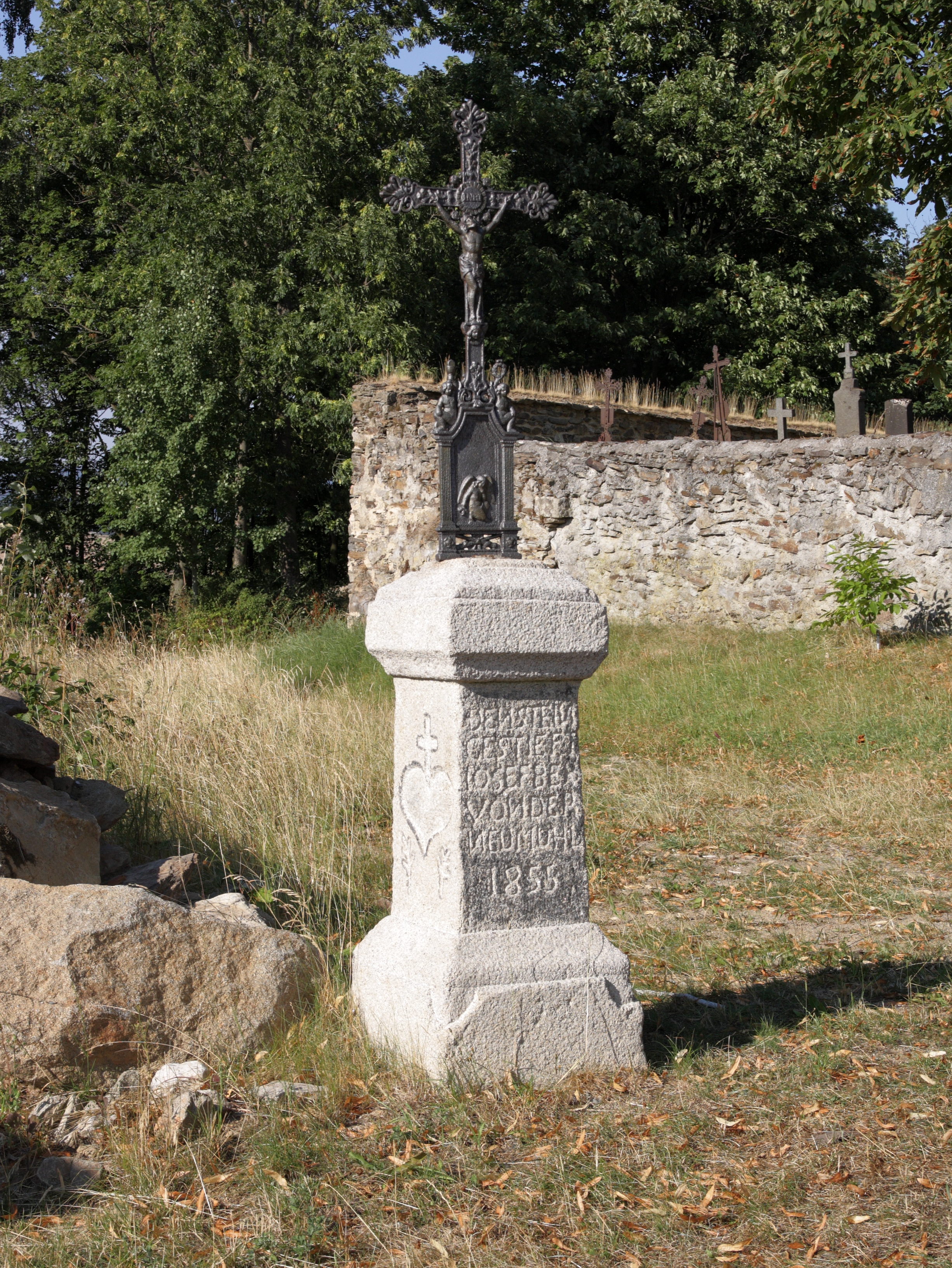
Kříž u hřbitova